# Том на фермі
«Том на фермі» (фр. Tom à la ferme) — драматичний трилер канадського режисера Ксав'є  Долана на основі однойменної п'єси Мішеля Марка Бушара. Прем'єра фільму відбулася 2 вересня 2013 року в рамках основного конкурсу Ювілейного 70-го Венеційського кінофестивалю, де він отримав Приз ФІПРЕССІ.

## Інформація про фільм
«Том на фермі»  — четверта режисерська робота Ксав'є Долана, що продовжує тематику його попередніх фільмів, які зачіпають проблему гомосексуальних стосунків. Сценарій картини заснований на п'єсі канадського автора Мішеля Марка Бушара. За словами Долана, він побачив постановку цієї п'єси зимою 2011 року і вирішив адаптувати її під фільм.
|  | Коли я побачив п'єсу в 2011 році, я подумав, що це прекрасна річ. Мішель Марк - фантастичний автор, який дуже точно підбирає слова для опису глибоких психологічних характерів, — сказав Долан, наголосивши, що хотів показати у фільмі суспільні стереотипи і відмінності між жителями великих міст і маленьких сіл у сприйнятті світу. |

Роботу над фільмом Долан почав відразу ж після повернення з Канського кінофестивалю, де була представлена його попередня картина «Лоранс у будь-якому випадку».
|  | І під час підготовки до фільму, і під час самих зйомок ми перечитували п'єсу майже щодня. Я хотів дуже швидко зняти фільм, добре зіграти свою роль і так втомився вже до кінця, що, мені здається, за мене режисерами були інші актори. |

Фільм «Том на фермі» вже порівнюють з екранізаціями романів Патриції Хайсміт і з ранніми роботами Романа Поланскі.

## Сюжет
Дія розгортається у Франції. Головний герой картини Том — молодий редактор, якого зіграв сам Долан, приїжджає в маленьке село на похорон свого коханця Гійома, який загинув у автокатастрофі. Подив у Тома викликає той факт, що мати покійного, Агата, абсолютно нічого не знала про його гомосексуальну орієнтацію. Старший брат Гійома Франсис, намагаючись зберегти «репутацію родини» і не шокувати матір, зі всіх сил переконує Агату, що покійний Гійом був закоханий у заможну дівчину та ось-ось мав на ній одружитися. То́му мимоволі доводиться підігравати Франсису, підтверджуючи брехню, що в підсумку робить його перебування в селі абсолютно нестерпним.

## Акторський склад
- Ксав'є Долан (фр. Xavier Dolan) — Том
- П'єр-Ів Кардинал (фр. Pierre-Yves Cardinal) — Франсис
- Ліз Рой (фр. Lise Roy) — Агата
- Евелін Брошу (фр. Évelyne Brochu) — Сара
- Мануель Тадрос (фр. Manuel Tadros) — бармен
- Енн Керон (фр. Anne Caron) — лікар
- Жак Лаваллі (фр. Jacques Lavallée) — священик
- Калеб Лендрі Джонс (англ. Caleb Landry Jones) — Ґійом

## Нагороди
- Приз ФІПРЕССІ Міжнародної федерації кінокритиків на ювілейному 70-му Венеційському кінофестивалі